# Stary Dwór (Tomaszkowo)
Stary Dwór (niem. Althof) – zniesiona osada leśna wsi Tomaszkowo w Polsce położona w województwie warmińsko-mazurskim, w powiecie olsztyńskim, w gminie Stawiguda.
Osada znajduje się w kierunku południowym od Olsztyna.
W latach 1975–1998 miejscowość administracyjnie należała do województwa olsztyńskiego.

## Nazwa
9 grudnia 1947 r. ustalono urzędową polską nazwę miejscowości – Stary Dwór, określając drugi przypadek jako Starego Dworu, a przymiotnik – starodworski.